# Morellia humeralis
Morellia humeralis är en tvåvingeart som först beskrevs av Stein 1918.  Morellia humeralis ingår i släktet Morellia och familjen husflugor. Inga underarter finns listade i Catalogue of Life.